# اروه گیبر
اِروِه گیبِر (به فرانسوی: Hervé Guibert) نویسنده، عکاس، ژونالیستِ لو موند، فیلمنامه نویس برنده جایزه سزار اهل فرانسه بود. اتوبیوگرافی ها و رمان های متعدد او نقش قابل توجهی در تغییر نگرش عمومی فرانسه نسبت به ایدز داشت. او از دوستان نزدیک و معشوق فیلسوف فرانسوی میشل فوکو بود.